# Maciej Łętowski
Maciej Marek Łętowski (ur. 29 maja 1949 w Warszawie) – polski prawnik i dziennikarz, były redaktor naczelny „Ładu”, nauczyciel akademicki, członek Rady Krajowej PRON w 1983 roku.

## Życiorys
Ukończył studia na Wydziale Prawa i Administracji Uniwersytetu Warszawskiego. Tam też uczestniczył w seminarium doktoranckim prowadzonym przez prof. Stanisława Ehrlicha. W 1973 zdał egzamin sędziowski. W 1978 obronił pracę doktorską. Od połowy lat 70. związany z prasą katolicką, był zastępcą redaktora naczelnego pism „Chrześcijanin w świecie” i „Ład” (1977–1991), następnie redaktorem naczelnym ostatniego pisma (1991–1995). W 1995 związał się z „Tygodnikiem Solidarność”. Pracował również w Radiu Polonia, a od 1998 do 2002 był dyrektorem Programu dla Zagranicy Polskiego Radia. W latach 1998–2002 był członkiem Rady Nadzorczej PAP. W latach 2004–2005 pełnił obowiązki zastępcy redaktora naczelnego w dzienniku „Życie”. Był również dyrektorem IAR (2005–2006) oraz wiceprezesem zarządu spółki Presspublica, wydawcy dziennika „Rzeczpospolita” (2009 – 2011).
W PRL należał do środowiska ODiSS (Ośrodka Dokumentacji i Studiów Społecznych), które reprezentował w Europejskiej Unii Młodych Chrześcijańskich Demokratów (1975–1981). Na początku lat 80. był członkiem władz Polskiego Związku Katolicko-Społecznego oraz jego delegatem do Rady Krajowej PRON. W 1988 roku należał do władz Klubu Chrześcijańsko-Demokratycznego i reaktywowanego Stronnictwa Pracy (1989–1992). W latach 1991–1996 pełnił obowiązki prezesa Katolickiego Stowarzyszenia Dziennikarzy, następnie jego wiceprezesa.
Jego teksty ukazywały się w „Tygodniku Solidarność”, „Życiu Warszawy”, „Gazecie Wyborczej” i „Rzeczpospolitej”, komentował wydarzenia polityczne w TVP, Polskim Radiu, TVN-24 i Radiu Tok FM.
Od 1993 do 2009 wykładał dziennikarstwo i prawo autorskie na Katolickim Uniwersytecie Lubelskim, następnie również na Uniwersytecie Kardynała Stefana Wyszyńskiego. W latach 2003–2009 był adiunktem na Wydziale Socjologii KUL.
Autor szeregu książek m.in.: „Rozmowy czasu przełomu” (2024, we współpracy z Tomaszem Sikorskim), „Narodziny demokracji” (2023), „Ostatnie dekada PRL” (2016), „Pierwsza dekada wolnej Polski” (2016) i „Prezesie, gwarantuję obiektywizm” (2024). „Gdy lżyliśmy ustrój i godziliśmy w sojusze” (2010), „Ruch i koło poselskie Znak” (1998).